# Pseudoechthistatus acutipennis
Pseudoechthistatus acutipennis là một loài bọ cánh cứng trong họ Cerambycidae.